# リトアニア臨時政府

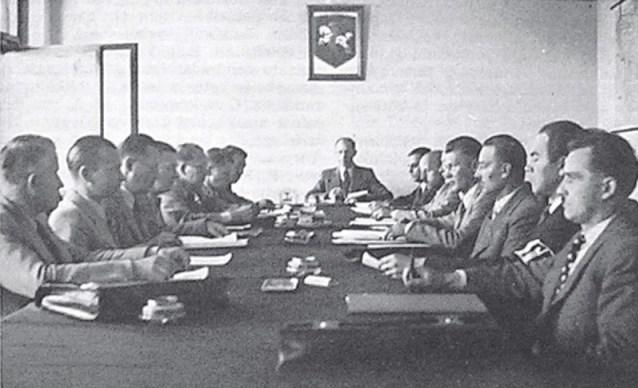
臨時政府の閣議の様子
----
（中央）アンブラゼヴィチュス首相代行兼教育相
（左端から）マトゥリョニス財相、センクス情報局長、ヴィトクス農相、ヴァイナウスカス商務相兼監査院長、ランズベルギス＝ジェムカルニス共同経済相、ヴェンツュス保健相、グルジンスカス食料局長
（右端から）シュレペティース内相、ラシュティキス国防相、ダムシス工務相、パヤウイス労働社会保障相、ノヴィツキス運輸通信相、プラプオレニスLAF全権代表、マツケヴィチュス法相

リトアニア臨時政府（リトアニア語: Lietuvos laikinoji Vyriausybė、略称: LLV）は、1941年のソビエト連邦による占領期からナチス・ドイツによる占領初期の数週間にかけて存在した、リトアニアの独立を目指して活動した臨時政府である。1941年4月22日に秘密裏に結成され、6月23日に宣言、8月5日に活動を停止した。
カウナスやヴィリニュスのリトアニア人行動主義戦線 (LAF) のメンバーも臨時政府に加わった。

## 歴史

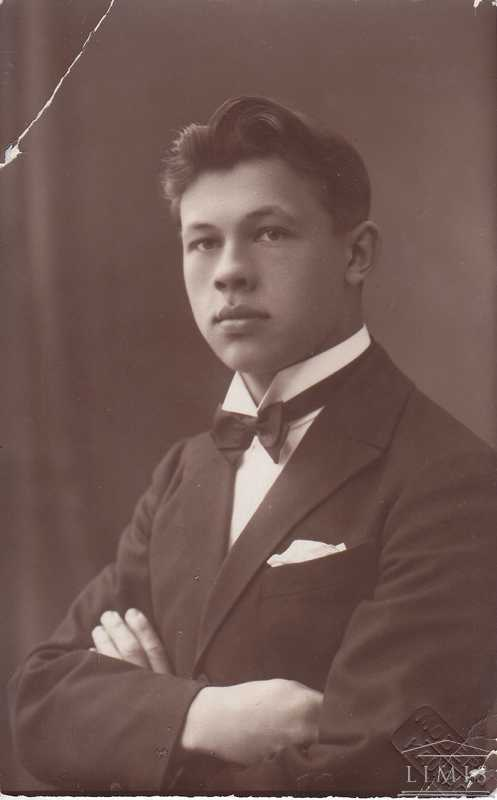
臨時政府で首相代行兼教育相を務めたユオザス・アンブラゼヴィチュス
----
アンブラゼヴィチュスは戦後米国に移住し、ブラザイティス (Brazaitis) と姓を変えた。

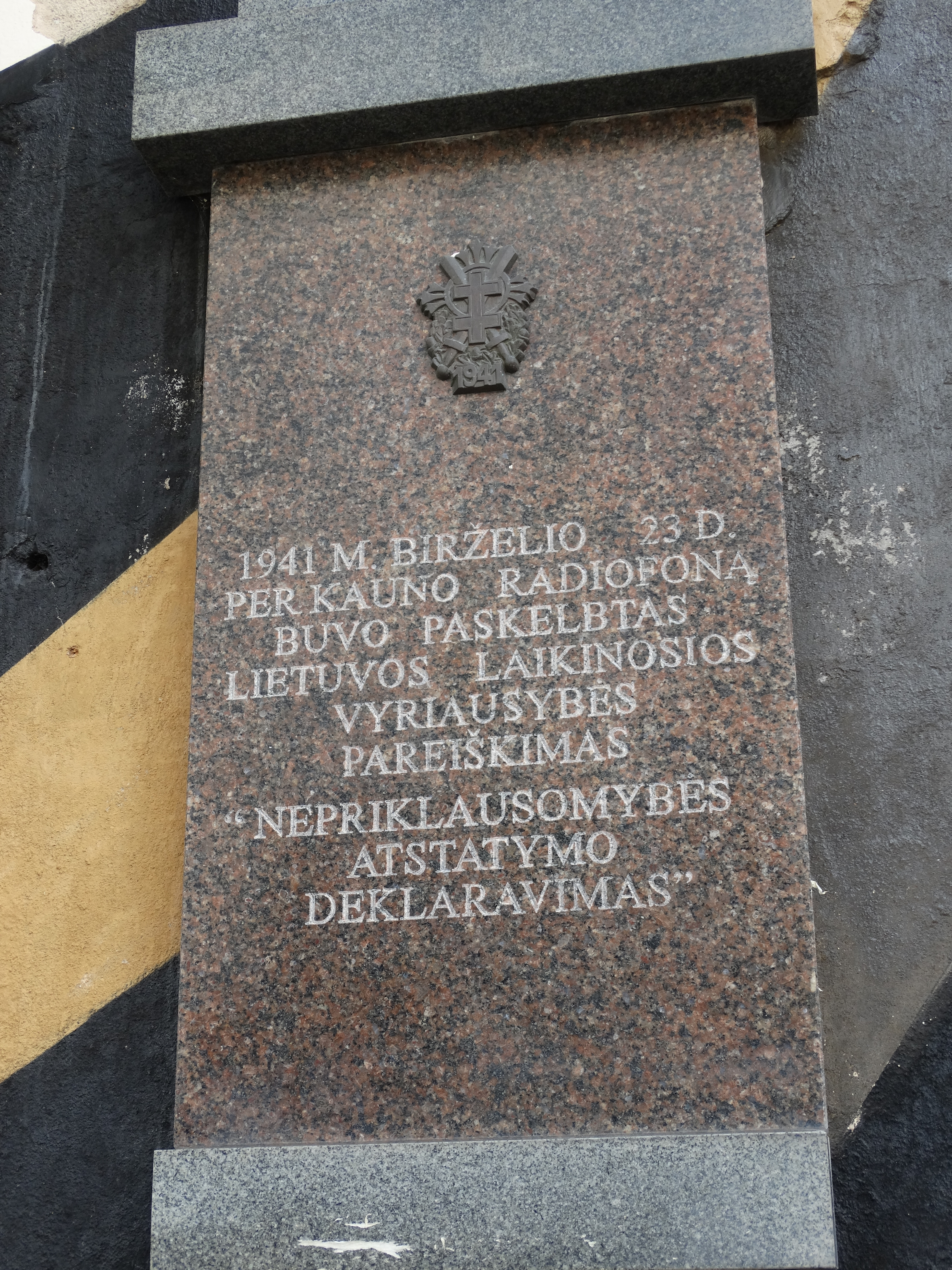
カウナス無線局が入居していたカウナスの建物の銘板
----
1941年6月23日に臨時政府がラジオを通じて独立回復を宣言したことが刻まれている。臨時政府はこのとき、ユダヤ人のリトアニアからの排除も同時に宣言していた。

1941年6月22日、ナチス・ドイツがソ連への侵攻を開始（バルバロッサ作戦）。これと同時にリトアニア全土でソビエト体制に対する蜂起が起きた（六月蜂起）。この蜂起で中心的役割を果たしたリトアニア人行動主義戦線 (LAF) のレオナス・プラプオレニスが、6月23日にリトアニア臨時政府の樹立とリトアニアの独立回復をカウナス無線局からラジオを通じて宣言した。
臨時政府の首相に就任するとされていたLAFの指導者カジース・シュキルパ元駐独公使は、同日、リトアニア臨時政府による独立宣言を承認するようドイツ外務省に要請した。また、シュキルパは、六月蜂起により「ソヴェト体制を排除したことで、ドイツ軍の勇敢な進軍が可能となりました」と記した書簡をヒトラーに宛てており、ドイツに対する貢献の見返りに独立を承認するよう求めた。しかしドイツ当局は、臨時政府の樹立については一旦認めつつも、リトアニアの独立回復までは承認せず、独立運動を阻止するためにシュキルパをベルリンの自宅に軟禁した。もう一人の首相候補であったラポラス・スキピティスも当時ベルリンにいて、ベルリンを離れることは許されていなかった。そのため、臨時政府教育相のユオザス・アンブラゼヴィチュスが首相代行を務めることとなった。アンブラゼヴィチュスを含め、臨時政府の閣僚の多くはキリスト教民主派が占めていた。臨時政府発足後は党派間の争いが深刻化した。
臨時政府における人材不足は深刻で、例えば元国防相のヴィータウタス・ブルヴィチュスは6月2日にソ連軍に逮捕されており、国防相には代わりにスタシース・ラシュティキス将軍が就いた。1941年6月21日（ドイツ軍侵攻開始の前日）、臨時政府のメンバーがソビエトの当局に逮捕された。逮捕されたのは、ヴラダス・ナセヴィチュス、ヴィータウタス・スタトクス、ヨナス・マシリューナスで、彼らはモスクワの刑務所に収容された。彼らに対する裁判は11月26日に行われ（当時のリトアニアはまだナチス・ドイツ占領下）、28日に刑が言い渡された。ブルヴィチュスは死刑、マシリューナス、ナセヴィチュス、スタトクスはシベリア送りとされた。
臨時政府は、ソ連占領前に施行されていたリトアニアの法律を復活させることを決議。また、司法制度も占領以前のものに戻された。そして、財産の私有も再び認められるようになり、土地や家屋、資産、企業などが本来の所有者に返還されたが、ユダヤ人や「リトアニア民族の利益に反する行為に活発に関わった」者はその対象外とされた。
軍事組織を必要としていた臨時政府は、6月28日に各地のリトアニア人軍事組織を武装解除し、翌29日に民族防衛労働大隊 (TDA) を組織した。TDAを管轄するカウナス軍司令官にはユルギス・ボベリス大佐を任命した。TDAはのちに補助警察大隊（PPT）と改称されるが、このTDAおよびPPTは、リトアニア各地でユダヤ人殺害を行ったことでも知られている。ボベリスは臨時政府に対してユダヤ人強制収容所の設置を求め、臨時政府は6月30日、閣議でこれを了承した。8月1日、臨時政府は、ユダヤ人をゲットーに収容する際の規則（「ユダヤ人地位規則」）などを閣議決定した。その前文では次のように記されていた。
内閣は、ユダヤ人が、数世紀にわたってリトアニア民族を経済的に搾取し、道徳的に破滅させ、また近年では、ボリシェヴィズムの外套に身を包んでリトアニアの独立とリトアニア民族に対する戦いを広く展開したことを考慮し、そしてユダヤ人のこの破壊的活動の行く手を遮り、彼らの有害な影響からリトアニア民族を保護することを目指して、以下の諸規則を制定する旨を決定した。〔…〕—「ユダヤ人地位規則」、
このように、臨時政府は反ユダヤ主義的宣言を出していた。上のほかにも、6月23日に臨時政府の樹立とリトアニアの独立回復を宣言した際、ユダヤ人の排斥を訴える声明文（以下）も同時に読み上げられている。
ユダヤ人の最後の審判となる運命的瞬間が来た。リトアニアは、アジア的ボリシェヴィキの軛だけでなく、長きにわたるユダヤの軛からも解放されなければならない。〔…〕
リトアニアのユダヤ人は、例外なく全員即座にリトアニアの土地を離れるよう断固として警告する。〔…〕
新リトアニア国家は、リトアニア民族に属する者の力、労働、心、精神によって再建される。ユダヤ人は完全かつ永遠にそこから排除される。〔…〕新たに再建されるリトアニアにおいて、ユダヤ人は誰一人として市民権も居住の可能性も有することはない。〔…〕
リトアニア〔人〕行動主義戦線—「兄弟姉妹のリトアニア人たちよ」、
実際、六月蜂起が起こると、ドイツの行動部隊（アインザッツグルッペン）が到着する以前からリトアニアの各地でユダヤ人殺害が起こっており、「ドイツ統治が始まり殺害プロセスが組織化される以前に、リトアニアによる500ほどの個別ポグロムが発生」したと言われている。これは「ヨーロッパにおけるホロコーストの最初期の事例として位置づけられる」と指摘されている。このようにユダヤ人迫害を容認する言説を流布していたことから、臨時政府に対する現在の評価は大きく分かれている。LAFは独ソ戦が始まる前から広めていた反ユダヤ主義的プロパガンダ文書の影響は決して無視できるものではなく、また臨時政府にユダヤ人殺害を積極的に防ごうとする意志はなかったことは確かであると指摘され、その責任についても言及されている。

### 活動停止
臨時政府は、ナチス・ドイツの保護国であったスロヴァキアのように「ドイツとの堅固な同盟のもとでの独立国家」として承認するようドイツ側に求めたが、ナチス・ドイツはリトアニアを含む一帯を植民地に準じる程度の地域としてしか見ておらず、リトアニアの独立を承認しなかった。その結果、臨時政府は8月5日、ドイツ当局によって活動を禁止させられるに至った。
臨時政府に代わって、リトアニアのファシスト政党であるリトアニア人国民主義党 (LNP) の党員を中心とするリトアニア人当局が発足した。その総顧問には、臨時政府で国防相を務めたスタシース・ラシュティキスが就任するようドイツ当局から打診を受けるも、ラシュティキスがこれを固辞したため、代わりにリトアニア人国民主義党党員のペトラス・クビリューナスが就いた。また、臨時政府閣僚のうち、法相のメチスロヴァス・マツケヴィチュス、財相のヨナス・マトゥリョニス、農相のバリース・ヴィトクスがそれぞれ法務局顧問、財務局顧問、農務局顧問となった。

## 閣僚一覧
臨時政府における内閣人員は次のとおり。
| 役職           | 氏名                                           | 備考                                                                         |
| -------------- | ---------------------------------------------- | ---------------------------------------------------------------------------- |
| 首相           | カジース・シュキルパ                           | ベルリンにて自宅軟禁されたため就任せず。                                     |
| 首相代行       | ユオザス・アンブラゼヴィチュス                 | 兼任。                                                                       |
| 教育相         | ユオザス・アンブラゼヴィチュス                 | 兼任。                                                                       |
| 国防相         | ヴィータウタス・ブルヴィチュス                 | 6月2日ソビエト当局により逮捕、11月に殺害される。                             |
| 国防相         | スタシース・ラシュティキス                     | 臨時政府解散後に総顧問を務めるようドイツ当局から打診を受けるも、これを固辞。 |
| 法相           | メチスロヴァス・マツケヴィチュス               | 臨時政府解散後は法務局顧問を務めた。                                         |
| 外相           | ラポラス・スキピティス                         | ベルリンからの移動を許されなかったため就任せず。                             |
| 内相           | ヴラダス・ナセヴィチュス（Vladas Nasevičius）  | 6月21日ソビエト当局により逮捕、その後シベリアに送られたため就任せず。        |
| 内相           | ヨナス・シュレペティース（Jonas Šlepetys）     |                                                                              |
| 財相           | ヨナス・マトゥリョニス                         | 臨時政府解散後は財務局顧問を務めた。                                         |
| 商務相         | ヴィータウタス・スタトクス（Vytautas Statkus） | 6月21日ソビエト当局により逮捕、その後シベリアに送られたため就任せず。        |
| 商務相         | プラナス・ヴァイナウスカス                     | 兼任。                                                                       |
| 監査院長       | プラナス・ヴァイナウスカス                     | 兼任。                                                                       |
| 工務相         | アドルファス・ダムシス                         |                                                                              |
| 農相           | バリース・ヴィトクス                           | 臨時政府解散後は農業局顧問を短期間務めた。                                   |
| 労働社会保障相 | ユオザス・パヤウイス                           |                                                                              |
| 共同経済相     | ヴィータウタス・ランズベルギス＝ジェムカルニス |                                                                              |
| 運輸通信相     | ヨナス・マシリューナス                         | 6月21日ソビエト当局により逮捕、その後シベリアに送られたため就任せず。        |
| 運輸通信相     | アンタナス・ノヴィツキス（Antanas Novickis）   |                                                                              |
| 保健相         | クサヴェラス・ヴェンツュス（Ksaveras Vencius） |                                                                              |
| LAF全権代表    | レオナス・プラプオレニス                       |                                                                              |
| 食料局長       | ヴラダス・グルジンスカス                       |                                                                              |
| 情報局長       | ユオザス・センクス                             |                                                                              |